# Shalako
Shalako – brytyjsko-niemiecki western z 1968 roku w reżyserii Edwarda Dmytryka. Adaptacja książki Louisa L’Amoura pod tym samym tytułem. Główne role zagrali Sean Connery i Brigitte Bardot. Zdjęcia realizowano w hiszpańskiej Andaluzji oraz w studiu filmowym w Anglii.

## Fabuła
Rok 1882, Dziki Zachód. Arystokrata z Europy, baron Von Hallstatt organizuje dla swoich przyjaciół polowanie na amerykańskiej pustyni. Wyprawę prowadzi grupa przewodników pod wodzą Fultona, który w rzeczywistości jest bandytą zamierzającym okraść turystów. Nasi bohaterowie wkraczają na ziemie opanowane przez Apaczów. Indianie napadają na obóz uczestników wyprawy. Dzięki pomocy samotnego jeźdźca, Shalako uchodzą z życiem; jednak zostają wówczas okradzeni i pozostawieni na pastwę losu przez Fultona. Ponownie przychodzi im z pomocą Shalako, pod wodzą którego wyruszają w drogę przez pustynię ścigani przez Indian.

## Obsada
- Sean Connery - Shalako (Moses Zebulon Carlin)
- Brigitte Bardot - hrabina Irina Lazaar
- Peter van Eyck - baron Frederick Von Hallstatt
- Stephen Boyd - „Boski” Fulton
- Jack Hawkins - sir Charles Daggett
- Honor Blackman - Lady Julia Daggett
- Alexander Knox - senator Henry Clarke
- Valerie French - Elena Clarke
- Woody Strode - Chato, przywódca Apaczów
- Julián Mateos - Rojas
- Don „Red” Barry - Buffalo
- Eric Sykes - Mako
- Rodd Redwing - ojciec Chato
- Bob Cunningham - Luther
- John Clark - Hackett
- Charles Stalmaker - Marker
- Bob Hall - Johnson
- Hans De Vries - Hans
- Walter Brown - Pete Wells
- Chief Tug Smith - Loco